# La Chapelle-Huon
La Chapelle-Huon ist eine französische Gemeinde mit 517 Einwohnern (Stand: 1. Januar 2022) im Département Sarthe in der Region Pays de la Loire; sie gehört zum Arrondissement Mamers und zum Kanton Saint-Calais. Die Einwohner werden Capellhuonnais genannt.

## Geographie
La Chapelle-Huon liegt etwa 35 Kilometer ostsüdöstlich von Le Mans. Umgeben wird La Chapelle-Huon von den Nachbargemeinden Saint-Gervais-de-Vic im Norden, Savigny-sur-Braye im Nordosten, Bonneveau im Südosten, Bessé-sur-Braye im Süden, Vancé im Südwesten sowie Cogners im Westen und Nordwesten. 

## Bevölkerungsentwicklung
| 1962                      | 1968 | 1975 | 1982 | 1990 | 1999 | 2006 | 2013 |
| ------------------------- | ---- | ---- | ---- | ---- | ---- | ---- | ---- |
| 563                       | 511  | 503  | 458  | 537  | 591  | 525  | 545  |
| Quelle: Cassini und INSEE |      |      |      |      |      |      |      |

## Sehenswürdigkeiten
- Kirche Saint-André, seit 1926 Monument historique
- Mühle Guillaume

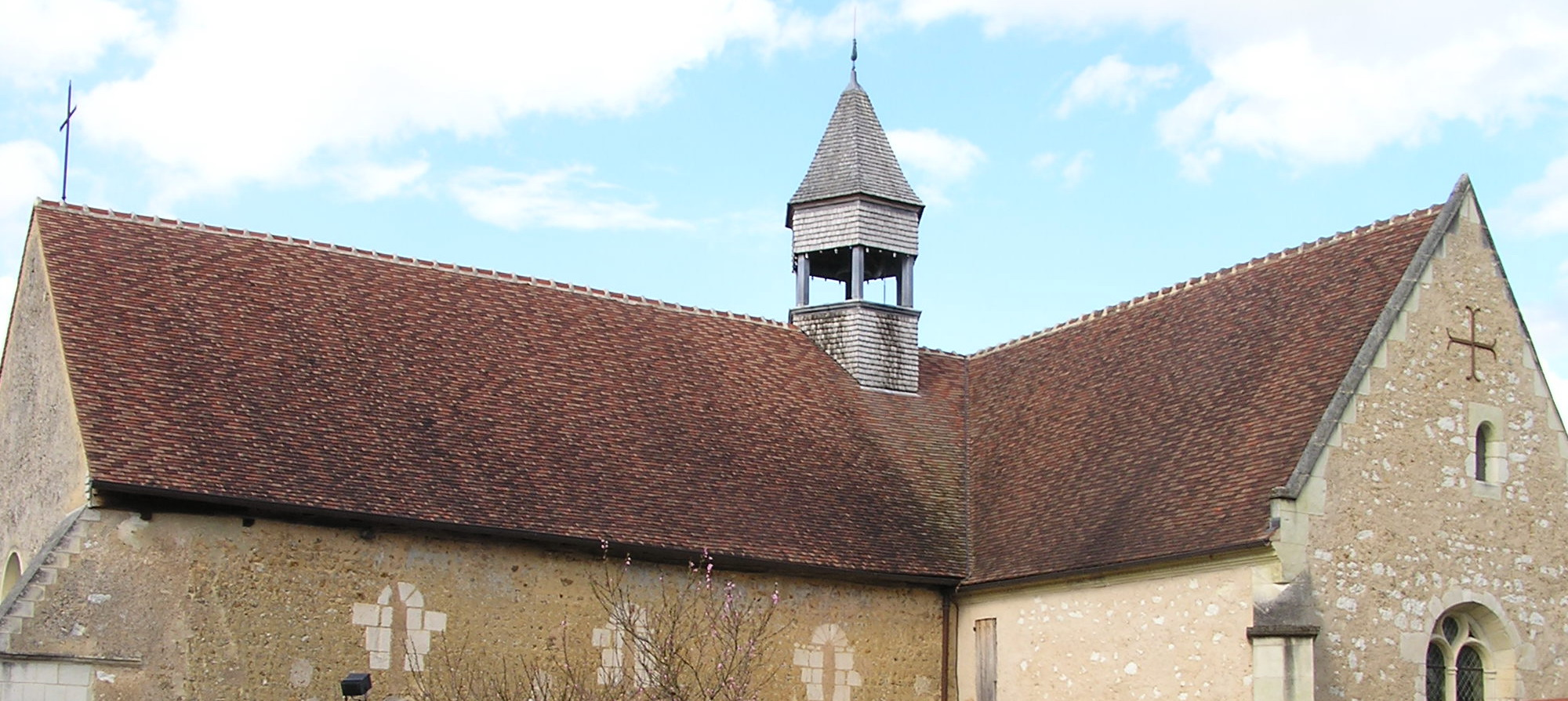
Kirche Saint-André
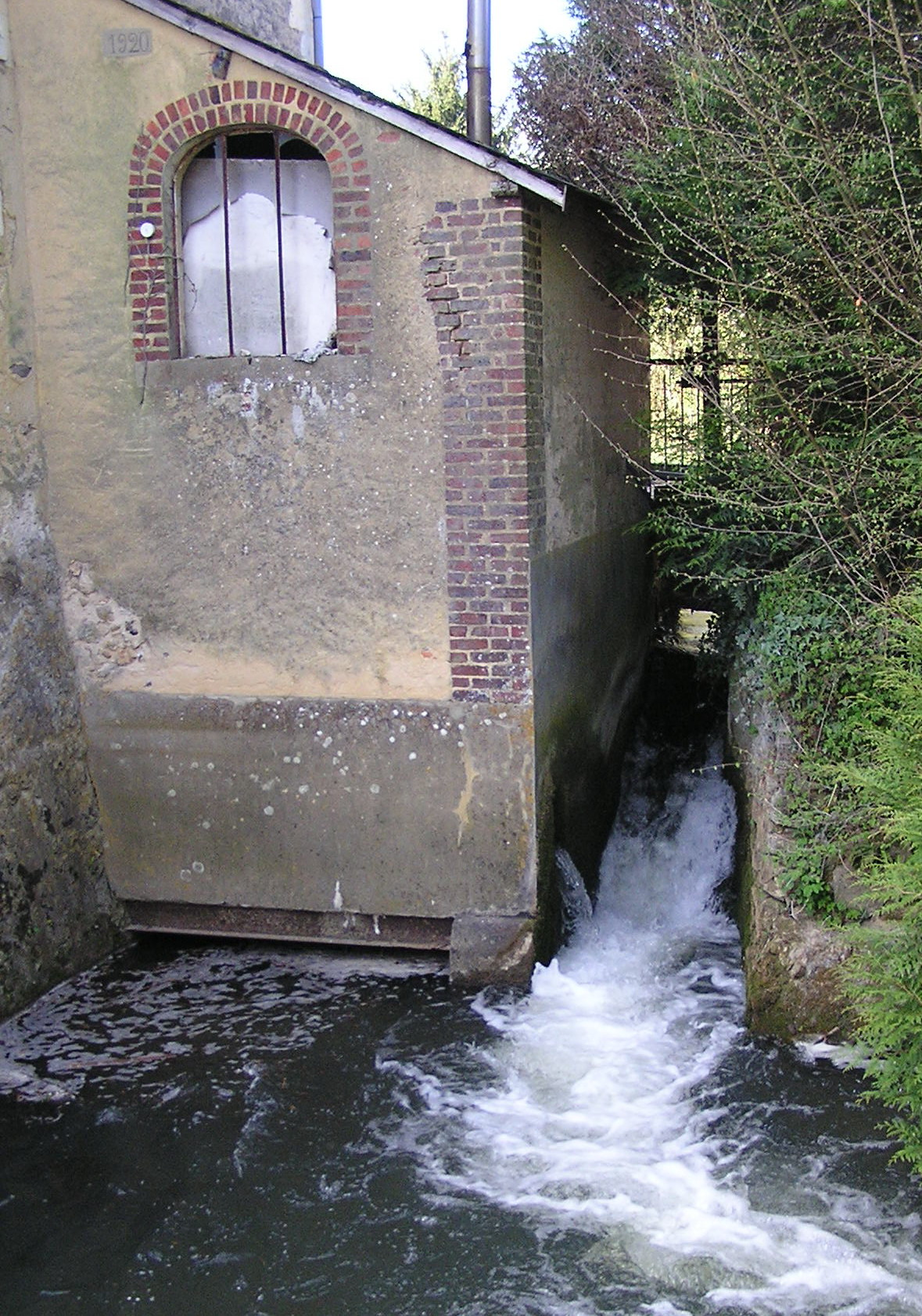
Mühle Guillaume

## Gemeindepartnerschaften
Eine Partnerschaft besteht mit der deutschen Samtgemeinde Kirchdorf in Niedersachsen.